# Mount Tasman
Mount Tasman , maorsky Rarakiora, je s nadmořskou výškou 3 497 metrů druhou nejvyšší horou Nového Zélandu.
Nachází se ve středo-západní části Jižního ostrova, 6 kilometrů severovýchodně od nejvyšší hory Nového Zélandu Mount Cook. Mount Tasman leží v Jižních Alpách, v Národním parku Aoraki / Mount Cook. Hora je pojmenovaná po nizozemském mořeplavci, objeviteli Tasmánie a Jižního ostrova, Abelu Tasmanovi.